# Charles E. Mees

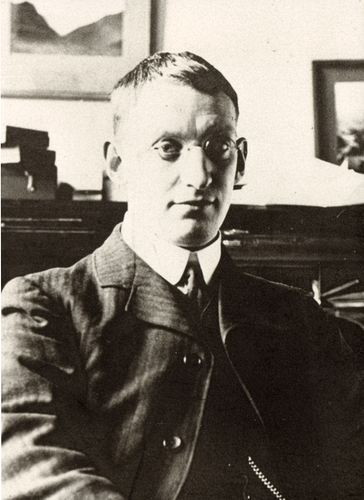
Charles E. Mees

Charles Edward Kenneth Mees (* 26. Mai 1882 in Wellingborough, England; † 15. August 1960 in Honolulu, Hawaii) war ein britisch-amerikanischer Physiker und Photograph.

## Leben
Mees war der Sohn eines methodistischen Ministers (Pfarrers) und studierte an der University of London. Im Jahre 1906 erhielt er den D.Sc. mit einer Dissertation in fotografischer Theorie. Von 1906 bis 1912 arbeitete er für Wratten and Wainwright, Ltd. und assistierte Frederick Wratten bei der Entwicklung der ersten panchromatischen Filmplatten, sowie von Filtern und einer Dunkelkammerbeleuchtung.
1912 kaufte Eastman Kodak Wratten and Wainwright, weil sie an den Fähigkeiten von Mees Interesse hatten. Mees zog in die USA und schuf die Kodak Research Laboratories in Rochester, New York und wurde ihr erster Direktor. Später wurde er Vizepräsident für Forschung und Entwicklung von Eastman-Kodak und blieb in der Position bis zu seiner Rente 1955.
Während seiner Karriere veröffentlichte er 100 wissenschaftliche und 60 weitere Arbeiten. Unter seinen Errungenschaften war die Entwicklung einer empfindlichen fotografischen Emulsion für die Astronomie.
Von 1947 bis 1954 fungierte Mees als erster Präsident des Aufsichtsrats (Board of Trustees) des George Eastman House in Rochester, New York, des ältesten Fotomuseums der Welt.

## Mitgliedschaften
1937 wurde Mees in die American Philosophical Society gewählt, 1941 in die American Academy of Arts and Sciences und 1950 in die National Academy of Sciences.

## Schriften
- An Atlas of Absorption Spectra, 1909.
- The Photography of Colored Objects, 1909.
- Photography, Macmillan Co., New York, 1942.
- The Theory of the Photographic Process, Macmillan Co., New York, 1942.
- mit S. Sheppard: Investigations on the Theory of the Photographic Process.
- The Path of Science, J. Wiley & sons, inc., 1946.
- mit John A. Leermakers: The Organization of Industrial Scientific Research, McGraw-Hill, 1950.
- From dry plates to ektachrome film : a story of photographic research, Ziff-Davis Pub. Co., 1961.

## Auszeichnungen und Namensgebungen
- Progress Medal, Royal Photographic Society, Großbritannien
- Henry Draper Medal, National Academy of Sciences, 1936.
- Franklin Medal.
- Fellow der Royal Photographic Society.
- Fellow der Royal Society, 1939.
- Inductee, International Photography Hall of Fame, 1972.
- Der C.E.K. Mees Award ist die höchste Auszeichnung der Firma Kodak
- Die C.E.K. Mees Medal, die in ungeraden Jahren durch die Optical Society of America vergeben wird, wurde nach ihm benannt
- The University of Rochester's C.E.K. Mees Observatory ist nach ihm benannt
- Der Mondkrater Mees wurde nach ihm benannt
- Das Mees Solar Observatory auf dem Haleakala wurde nach ihm benannt